# Царський дуб
Царський дуб — ботанічна пам’ятка природи місцевого значення в Україні, розташована в Києві, на території Оболонського району. Є одним із найстаріших дерев Пуща-Водицького лісопарку.  

## Опис
Царський дуб росте на перетині 2-ї лінії та вулиці Гамарника в Пуща-Водиці.  
Вік дерева становить близько 300 років, висота — 25 метрів, обхват стовбура — 4 метри. Дуб має значну наукову, історичну та естетичну цінність.  

## Історія
Царський дуб отримав статус ботанічної пам’ятки природи місцевого значення рішенням Київради від 1 грудня 2011 року № 730/6966.  

## Легенди та культурне значення
За легендою, дубом милувалася Катерина II, коли відвідувала Пущу-Водицю. Також існує припущення, що його бачили видатні діячі культури та літератури, зокрема Тарас Шевченко, Леся Українка, Микола Гоголь та Лев Толстой.  

## Загрози та охорона
Дерево знаходиться в межах міської забудови, тому потребує додаткового захисту від антропогенних чинників.  

## Галерея

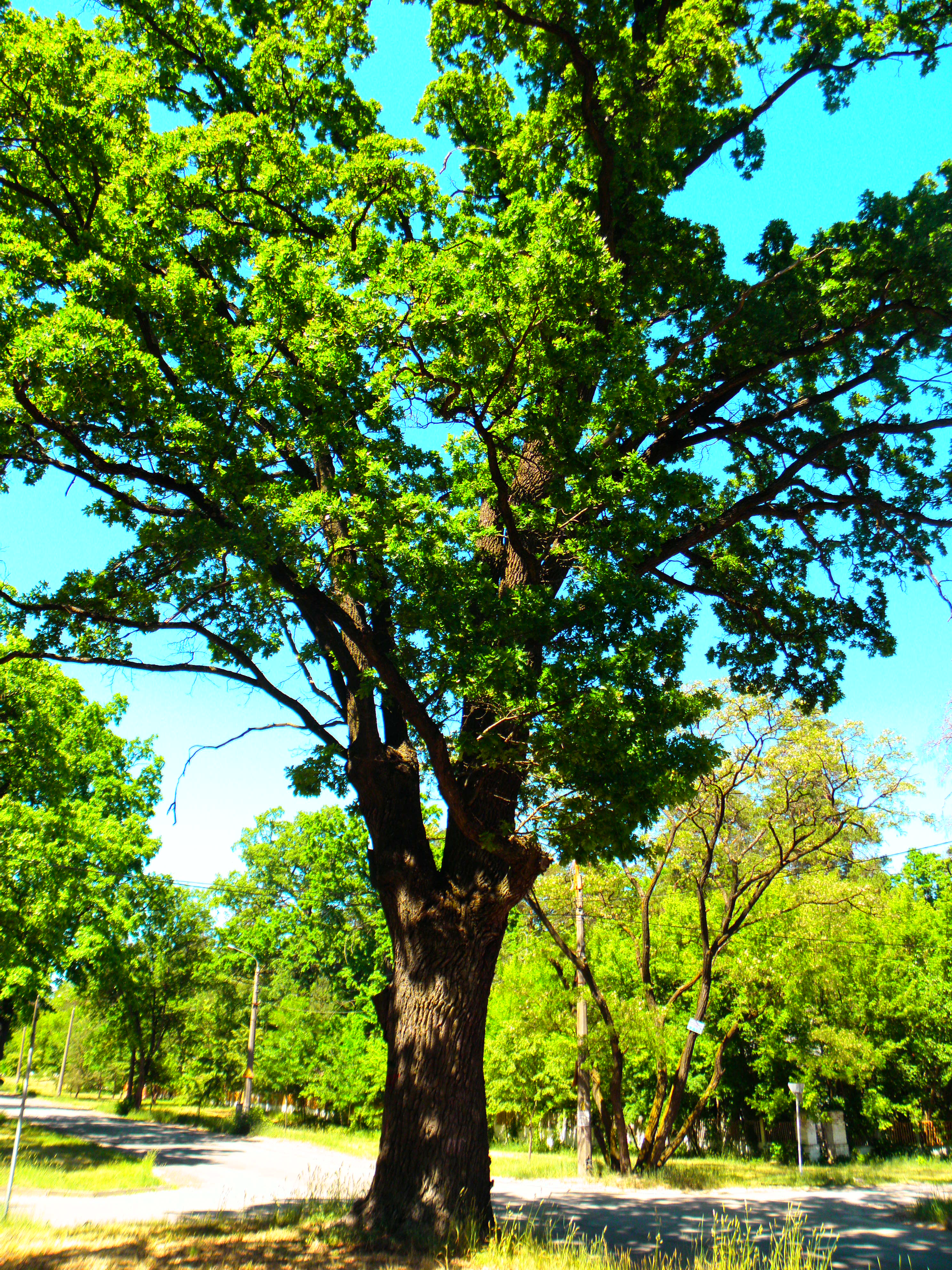
Царський дуб літом